# Вселенная с нулевой энергией
Вселенная с нулевой энергией — физическая гипотеза, предполагающая, что Вселенная обладает нулевым полным количеством энергии за счёт точной компенсации положительной энергии, связанной с материей, согласно формуле Эйнштейна {\displaystyle E=mc^{2}}, отрицательной энергией, связанной с гравитацией.
Эта гипотеза широко обсуждается в популярной литературе.

## История
Паскуаль Йордан впервые выдвинул гипотезу о возможности возникновения звезды путём квантового перехода в вакууме, за счёт компенсации положительной энергии, связанной с массой звезды отрицательной энергией её гравитационного поля. Первая известная публикация на эту тему была в журнале Nature в 1973 году, в которой Эдвард Трайон предположил, что Вселенная возникла в результате крупномасштабной квантовой флуктуации энергии вакуума, приводящей к тому, что её положительная масса-энергия точно уравновешивается её отрицательной гравитационной потенциальной энергией. Затем эту гипотезу развил Илья Пригожин. В последующие десятилетия разработка концепции постоянно сталкивалась с проблемой зависимости вычисленных масс от выбора систем координат. В частности, проблема возникает из-за энергии, связанной с системами координат, вращающимися совместно со всей Вселенной.
Первое ограничение было выведено в 1987 году, когда Алан Гут опубликовал доказательство того, что гравитационная энергия отрицательна по отношению к массе-энергии, связанной с материей. Вопрос о механизме, позволяющем генерировать как положительную, так и отрицательную энергию из нулевого исходного решения, не был решён, и Стивеном Хокингом в 1988 году было предложено «специальное» решение с циклическим временем. В 1994 году была опубликована работа Натана Розена, в которой Розен описал частный случай замкнутой вселенной. В 1995 году Дж. В. Джохри доказал, что полная энергия вселенной Розена равна нулю в любой вселенной, описываемой метрикой Фридмана-Леметра-Робертсона-Уокера, и предложил механизм генерации материи за счёт инфляции в молодой вселенной. Решение с нулевой энергией для пространства Минковского, представляющего наблюдаемую вселенную, было предоставлено в 2009 году.

## Экспериментальные ограничения
Экспериментальные доказательства того, что наблюдаемая вселенная является вселенной с нулевой энергией в настоящее время неубедительны. Гравитационная энергия видимой материи составляет 26-37 % от наблюдаемой общей плотности массы-энергии.
 Следовательно, чтобы соответствовать концепции вселенной с нулевой энергией наблюдаемой вселенной, помимо гравитации из барионной материи, необходимы другие источники отрицательной энергии. Этим источником часто считается тёмная материя.